# 비늘도마뱀붙이
스케일리 게코(scaly gecko)라 불리는 비늘도마뱀붙이(Hemidactylus scabriceps)는 남인도, 스리랑카에서 발견되는 야행성, 육상성, 충식성(en:insectivorous) 도마뱀붙이류의 일종이다. 비늘은 타밀나두주의 라마나타푸람의 해안 사구에서 처음으로 발견되었다. 그때는 잘못 식별되었으며, 이후 생김새에 대한 자세한 정보와 분자 수준의 정보를 확보한 이후에야 적절한 분류가 이루어질 수 있었다.

## 형태
성체는 짧고 뚱뚱한 편이다; 이마는 볼록한 편이다; 주둥이는 둥글며, 눈보다 크다; 팔다리는 짧다; 원통형 꼬리는 끝으로 갈수록 가늘어진다. 머리와 목의 윗표면에는 서로 겹쳐진 작고 부드럽고 볼록한 비늘들로 덮여있다. 턱비늘(Mental scale)은 크다; 눈은 옆에 나있고, 큰 동공은 세로로 찢어져있으며 홍채는 노랗다; 눈 주변은 작은 노란색 비늘들로 덮여있다. 윗입술비늘(Supralabial scale)은 7-8 개, 아랫입술비늘(Infralabial)은 6-8개가 나있다; 주둥이비늘(Rostral scale)은 콧구멍 사이에 나있다; 등의 비늘은 배의 비늘과 비슷하며, 뚜렷하게 서로 겹쳐져 있고(en:imbricate), 이파리처럼 생겼으며 거의 매끈하다; 주둥이에서 꼬리로 갈수록 비늘의 크기가 커지며, 제일 큰 비늘은 다리, 꼬리 윗부분에 나있다. 대퇴공은 없으며, 성체 수컷은 여섯 개의 항문전공(pre-anal pore)이 나있다; 네 번째 발가락은 appears subdigital이고 부분적으로 나뉘어있다

## 체색
전반적으로 갈색을 띄지만 등에는 노란색, 붉은색 색조를 띄며, 배로 갈수록 희미해져 크림색으로 변해간다. 밑부분은 검은색, 밝은 노란색이 어우러져 흐릿한 반점 무늬가 나있다. 머리에는 흰색, 검은색의 반점 무늬가 나있다. 입술비늘(Labial scale)은 지푸라기색이다. 눈 주변의 비늘은 노란색이다. 등을 따라 각각의 뒷다리 밑동에서 꼬리 근처까지 이어진 두 개의 평행한 줄무늬가 나있다. 등을 따라 흰 줄무늬가 가로지른다. 다리는 갈색 바탕에 검은색, 하얀색 반점이 나있다.

## 분포
비늘은 주로 반건조지대, 건조하고 모래 섞인 개활지에 서식하며 인도 남부 타밀나두주, 스리랑카 북서부에 분포한다. 비늘은 인도에서는 라마나타푸람(en:Ramnad), 아드야르(:en:Adyar, Chennai), 마일리아두투라이(en:Mayiladuthurai), 마두라이, 탄자부르, 티루넬벨리, 투티코린, 발란나두 야생동물 보호구역(:en:Vallanadu Wildlife Sanctuary)에서, 스리랑카에서는 북부주 (스리랑카)의 마리치후카테(en:Marichhukate)에서 목격되었다.

## 습성
비늘은 야행성이며, 낮에는 바위 밑에서 지내다 밤이 되면 개활지에서 볼 수 있으며, 곧추선 자세로 돌아다닌다. 암컷은 7월, 12-2월에 두 개의 알을 낳는다. 비늘은 해안가의 사구 따위의 마른 서식지에서 발견된다. 비늘은 영역적인 습성이 있으며, 수컷 두 마리가 만나면 '짹짹소리(chirping call)'를 내면서 등을 활처럼 오므린 채 대치하다, 때때로 다리를 쭉 뻗고 꼬리를 요동치며 상대방의 목을 향해 돌진한다.

## 진화
비늘은 한 때 분자 수준의 증거가 전무한 상태에서 별개의 속으로 잘못 분류되기도 했지만, 계통학적 분석을 통해 집도마뱀붙이속에 분류되었다. 비늘은 3,500 만년 전에 공통조상으로부터 분리된 것으로 보이며, 스리랑카에는 마이오세 후기(:en:마이오세 후기)에 퍼져나간 것으로 보인다.